# 立花エレテック
株式会社立花エレテック（たちばなエレテック）は、大阪府大阪市に本社を置く日本の電子機器・部品を扱う商社。

## 沿革
- 1921年 - 創業[1]。
- 1931年 - 合資会社に改組[1]。
- 1948年 - 株式会社立花商会を設立[1]。
- 1986年 - 大阪証券取引所新2部上場[1]。
- 1990年 - 大阪証券取引所2部指定替え[1]。
- 2001年 - 現在の社名に変更[1]。
- 2004年 - 東京証券取引所2部上場[1]。
- 2005年 - 東京・大阪両証券取引所1部指定替え[1]。
- 2021年-  創業１００周年

## 事業所
- 本社：大阪市西区西本町1-13-25
  - 支社：東京、名古屋
  - 支店：東関東、北関東、神奈川、北陸、三重、三河、東海、滋賀、南大阪、神戸、姫路、四国、九州
  - 営業所：東北